# 1085 Amaryllis
1085 Amaryllis eller 1927 QH är en asteroid i huvudbältet, som upptäcktes 31 augusti 1927 av den tyske astronomen Karl Wilhelm Reinmuth i Heidelberg. Den har fått sitt namn efter det vetenskapliga namnet på växtsläktet Amaryllis.
Asteroiden har en diameter på ungefär 69 kilometer.